# Apfelblütenstecher

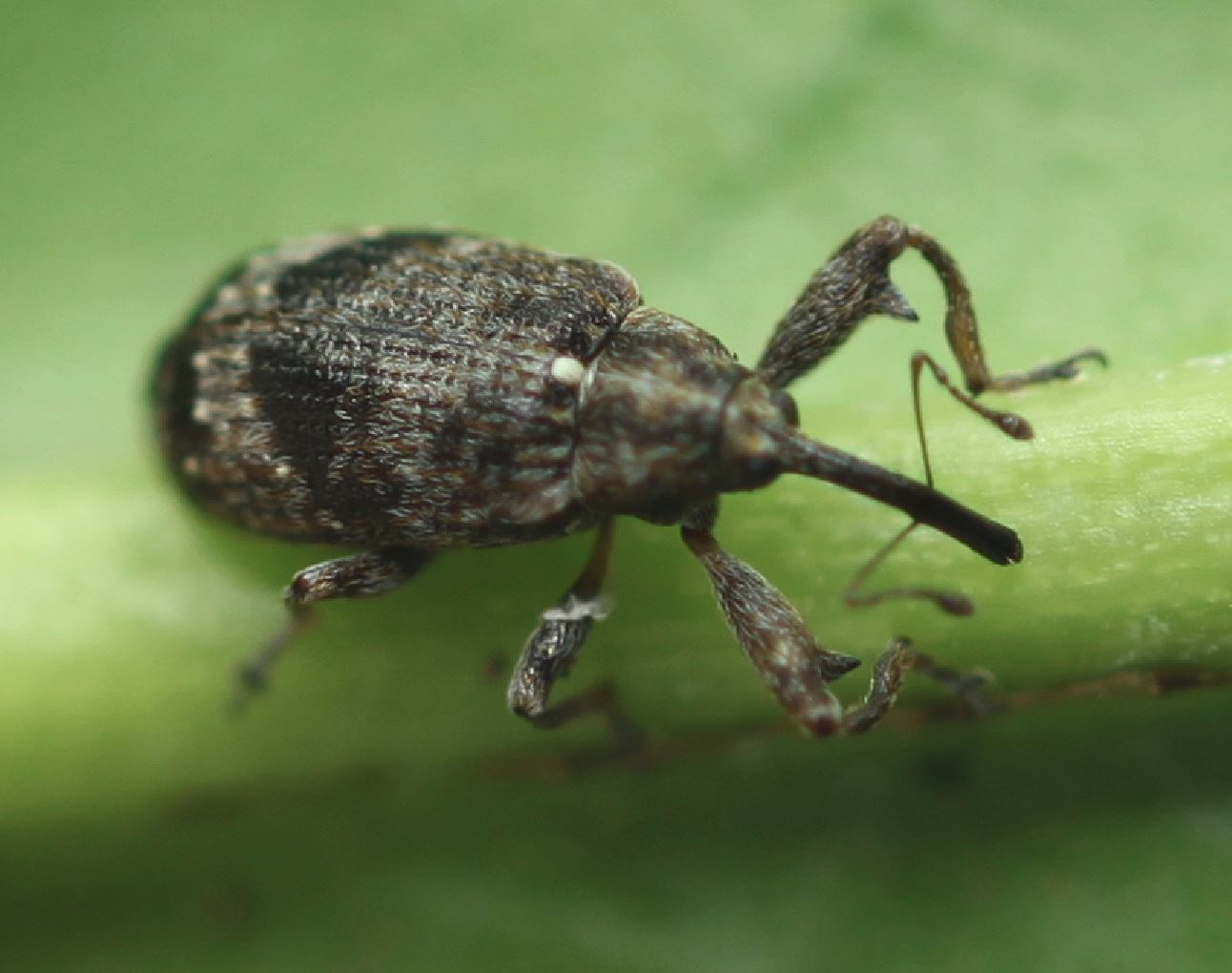

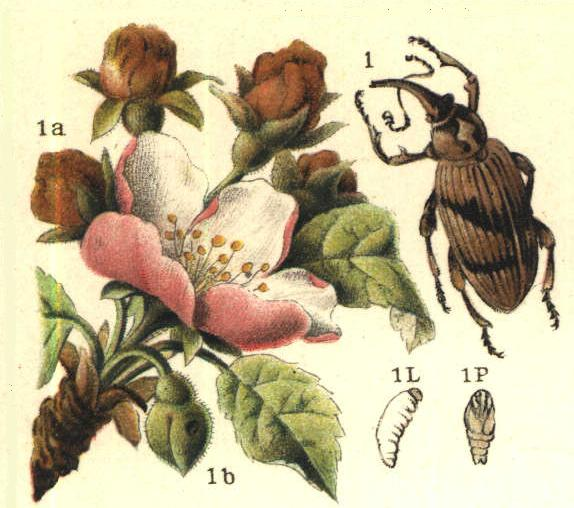
Illustration

Der Apfelblütenstecher (Anthonomus pomorum) ist ein Käfer aus der Familie der Rüsselkäfer (Curculionidae).

## Merkmale
Die Käfer werden 3,4 bis 4,3 Millimeter lang und haben eine braune oder schwarzbraune Grundfarbe. Sie tragen eine variable, raue, weiß und braun gefärbte Schuppenzeichnung. Der Halsschild trägt helle Mittel- und schwach erkennbare Seitenbänder. Das Schildchen ist dicht weiß beschuppt. Die Deckflügel haben am hinteren Teil eine dunkle und helle V-förmige Zeichnung. Ihre Beine sind dunkelbraun gefärbt und hell behaart. Zwischen Schenkel (Femur) und Schiene (Tibia) und auch auf den Tarsen sind sie etwas heller gefärbt. Die Schienen sind in der apikalen Hälfte verbreitert. Die vorderen Schenkel weisen einen kräftigen Zahn, die mittleren und hinteren Schenkel jeweils einen feineren Zahn auf. Die Fühler sind rotbraun, an ihrem Ende haben sie eine dunkler gefärbte Keule.

## Vorkommen
Die Tiere kommen in der Paläarktis nördlich bis in den Süden Finnlands und die Mitte Norwegens und Schwedens vor. Sie wurden darüber hinaus in Nordamerika eingeschleppt. Man findet sie in Nutzgärten in erster Linie auf Apfelbäumen, aber auch an Birnbäumen. Sie sind sehr häufig und weit verbreitet.

## Lebensweise
Die Imagines erscheinen bereits früh im Jahr aus ihren Winterquartieren unter Laub, Flechten oder Rinde in der Nähe von Obstbäumen und fressen zunächst deren Knospen. Für die Eiablage beißen die Weibchen Löcher in Knospen und legen ihre Eier einzeln mit Hilfe ihrer Legeröhre (Ovipositor) in diese ein. Insgesamt werden 20 bis 30 Eier auf diese Weise gelegt. Die Larven fressen nach und nach eine Höhlung in die Knospe, die zwar weiterwächst, aber sich nicht öffnet. Auch schneiden die Tiere die Blütenblätter an, die in weiterer Folge absterben und sich braun verfärben. Die Verpuppung findet ebenso innerhalb der Knospe statt, die adulten Käfer beißen nach dem Schlüpfen seitlich ein Loch ins Freie. Etwa zwei bis drei Wochen fressen die Tiere an den Blättern der Pflanzen und begeben sich dann in die Diapause, die teilweise im September für kurze Zeit unterbrochen wird. Sie können bei Massenauftreten in der Landwirtschaft erhebliche Schäden verursachen.

## Gefährdung
Die Art gilt in Deutschland als ungefährdet.